# Poll (Cologne)
Poll (en allemand : Köln-Poll [kʰœln pʰɔl], en kölsch : Poll [pɔɫˑ]) est un quartier de la ville de Cologne, (Rhénanie-du-Nord-Westphalie), en Allemagne. 

## Histoire
Poll, ancienne cité indépendante, a été incorporée à la ville de Cologne le 1er avril 1888.

## Géographie
Poll fait partie de l'arrondissement de Porz (de).